# Dharmesh Sangwan
Dharmesh Sangwan (ur. 29 grudnia 1980 w Bhiwani, zm. 19 grudnia 2013 w Sudanie Południowym) – indyjski wioślarz. Był m.in. srebrnym medalistą igrzysk azjatyckich i złotym medalistą mistrzostw Azji. Zginął w trakcie służby wojskowej w siłach ONZ w Sudanie Południowym.

## Osiągnięcia
- Mistrzostwa Świata – Monachium 2007 – czwórka bez sternika – 23. miejsce[2].
- Mistrzostwa Świata – Poznań 2009 – czwórka bez sternika – 16. miejsce[2].